# Доходный дом Н. И. Алексеева
Доходный дом Н. И. Алексеева — историческое здание в Санкт-Петербурге. Расположено по адресу 8-я линия Васильевского острова, дом 53. Построено архитектором Н. И. Алексеевым в начале XX века.
Здание входит в список вновь выявленных объектов, представляющих историческую, научную, художественную или иную культурную ценность.

## История и архитектура
Первоначально участок, на котором ныне расположен дом № 53, составлял единое владение с соседним участком под современным домом № 55. В XVIII-м и большей части XIX века здесь располагалась деревянная застройка. Во второй половине 1870-х участком владел купец Е. И. Костицын. По его заказу на участке дома № 55 возвели каменное здание. В 1912 году, сразу после раздела участков, на участке № 53 для того же Костицына начали строить шестиэтажный доходный дом по проекту гражданского инженера Н. И. Алексеева. Работы были закончены к 1913 году.
Алексеев построил дом, сочетающий в себе элементы северного модерна и неоготики. Фасад нарочито асимметричен. Щипец смещён в боковую часть. Оконные проёмы имеют отличную друг от друга форму. Эркеры находятся на разных уровнях. Карниз выходит из боковой грани щипца, визуально превращая последний этаж в мансардный. Внутри местами сохранились оригинальные элементы интерьеров, например, печь, кованные лестничные решётки.
Среди первых жильцов были географ Л. С. Берг, геофизик П. М. Никифоров, архитектор С. И. Овсянников
На стене дома сохранился знак Осоавиахима с надписью «Крепим оборону СССР». В советское время здесь кроме жилых квартир располагалась парикмахерская № 245, относившаяся к межрайонной конторе № 3 Управления бытового обслуживания Ленгорисполкома. Она проработала здесь с некоторыми изменениями до начала 2000-х годов.
Позднее здесь находились различные коммерческие организации: фотостудия, авиакасса, кафе и магазины, апарт-отель.

## В кино
Около дома и внутри него снимались сцены фильма Алексея Балабанова «Брат» (1997). По сюжету главный герой картины Данила Багров заходит сюда, чтобы подстричься.